# Nurmajan Tinaliyev
Nurmajan Tinaliyev (en kazajo: Нұрмахан Анарбекұлы Тінәлиев, en ruso: Нурмахан Анарбекович Тыналиев; Dalakainar, 10 de enero de 1988) es un luchador kazajo de lucha grecorromana. Participó en los Juegos Olímpicos de Londres 2012 en la categoría de 120 kg, consiguiendo un 18.º puesto. Compitió en seis campeonatos mundiales. Consiguió tres medallas de bronce, en 2010, 2011 y 2013. Ganó la medalla de oro en los Juegos Asiáticos de 2010 y 2014 y en Campeonato Asiático de 2013 y 2015. Tercero en la Universiada de 2013. Dos veces representó a su país en el Copa del Mundo, en el 2011 y 2013 clasificándose en la segunda posición.